# Justizkanzlei Rotenburg
Die Justizkanzlei Rotenburg war ein Gericht für die Rotenburger Quart mit Sitz in Rotenburg an der Fulda.

## Geschichte
Hessen-Rotenburg war im HRR ein teilsouveränes Fürstentum (Paragium) unter der reichsrechtlichen Oberhoheit von Hessen-Kassel. In der napoleonischen Zeit wurden die hessischen- und thüringischen Teile dieser Herrschaft Teil des Königreichs Westphalen. Nach dessen Ende 1813 wurde Hessen-Rotenburg wieder hergestellt.
Zur Ausübung der Gerichtsbarkeit wurden Justizämter als Gerichte erster Instanz eingerichtet. Als Gericht zweiter Instanz entstand die fürstlich Rotenburgische Justizkanzlei Rotenburg. Der Justizkanzlei waren folgen Justizämter nachgeordnet:
| Justizamt                                                 | Sitz                   | Anmerkungen |
| --------------------------------------------------------- | ---------------------- | --- |
| Justizamt Bilstein                                        | Abterode               | Das Justizamt wurde mit der Übernahme durch Kurhessen 1834 in Justizamt Abterode umbenannt. Der Name in Hessen-Rotenburg bezog sich auf die frühere Herrschaft Bilstein und die namensgebende Burg Bilstein |
| Justizamt Eschwege                                        | Eschwege               | Das Justizamt wurde mit der Übernahme durch Kurhessen 1834 in Justizamt Eschwege I umbenannt. 1837 erfolgte dann eine Neuordnung der Gerichte                                                               |
| Justizamt Germerode                                       | Germerode              | Das Justizamt wurde bei der Neugliederung 1837 aufgelöst |
| Oberamt Rotenburg                                         | Rotenburg an der Fulda | Das Justizamt wurde mit der Übernahme durch Kurhessen 1834 in Justizamt Rotenburg I umbenannt. 1837 erfolgte dann eine Neuordnung der Gerichte                                                              |
| Unteramt Rotenburg                                        | Rotenburg an der Fulda | Das Justizamt wurde mit der Übernahme durch Kurhessen 1834 in Justizamt Rotenburg III umbenannt. Das Justizamt wurde bei der Neugliederung 1837 aufgelöst                                                   |
| Justizamt Sontra                                          | Sontra                 | |
| Justizamt Wanfried                                        | Wanfried               | |
| Oberschutheißenamt Witzenhausen mit Justizamt Ludwigstein | Witzenhausen           | Das Justizamt wurde mit der Übernahme durch Kurhessen 1834 in Justizamt Witzenhausen I umbenannt. |

Mit dem Tod von Victor Amadeus von Hessen-Rotenburg starb die Linie Hessen-Rotenburg in männlicher Linie aus und die hessischen und thüringischen Besitzungen fielen an das Kurfürstentum Hessen. Die Justizämter wurden als kurhessische Justizämter weitergeführt. Die Justizkanzlei Rotenburg wurde aufgehoben. Seine Aufgaben übernahm das Obergericht für die Provinz Niederhessen in Kassel.